# Tiskový úřad Svatého Stolce

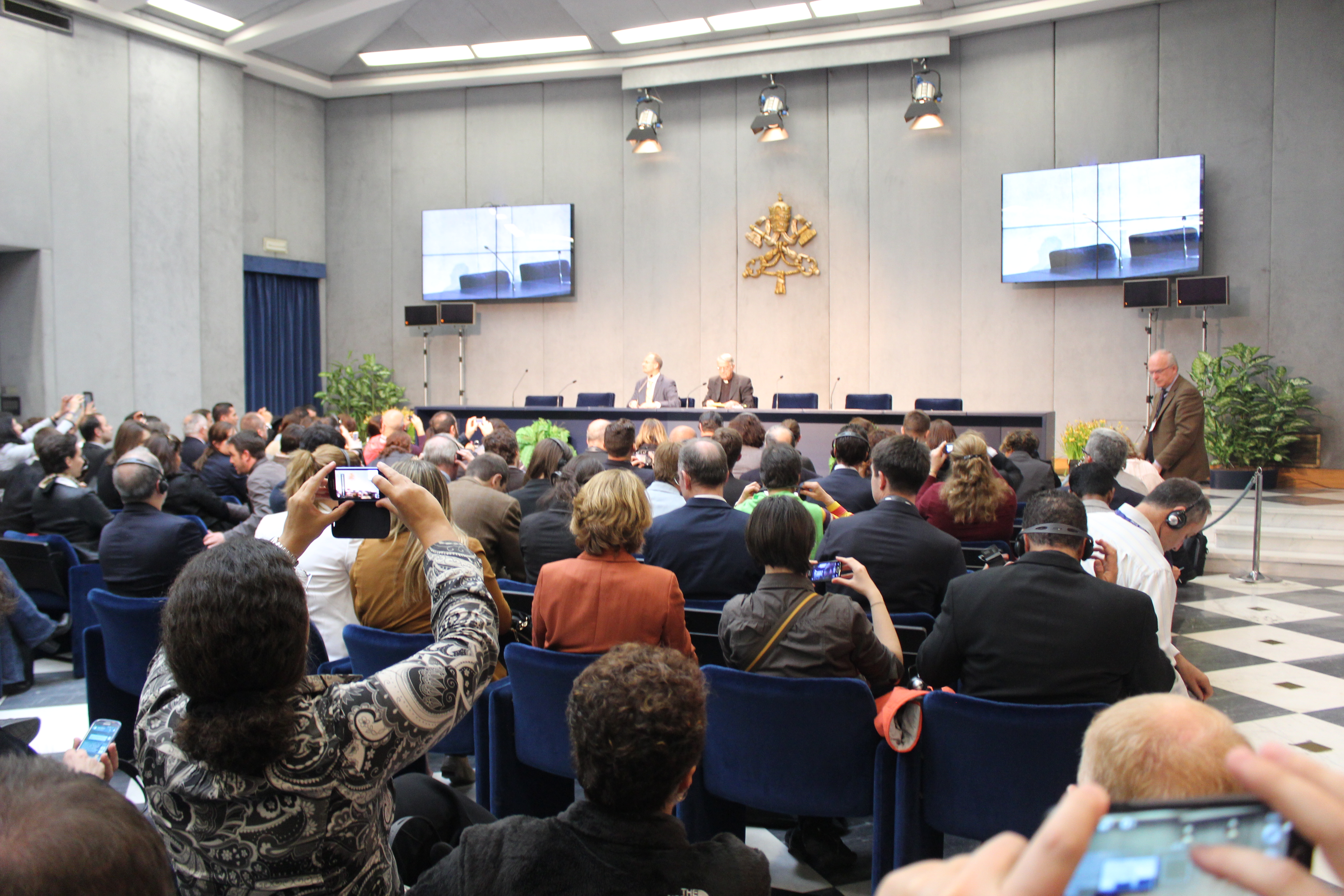
Místnost vatikánského tiskového střediska

Tiskový úřad Svatého Stolce, nazývaný také Tiskovým střediskem Svatého Stolce (ital.: Sala Stampa della Santa Sede) má povinnost publikovat oficiální zprávy o aktivitách papeže a o různých odděleních římské kurie. Všechny projevy, zprávy, dokumenty, jakož i prohlášení vydané ředitelem, jsou zveřejněny v plném rozsahu. Tiskový úřad pracuje každý den v italštině, ačkoli texty v jiných jazycích jsou také k dispozici. Vedoucím tiskového úřadu, s titulem ředitele, je od července roku 2019 Matteo Bruni.

## Historie
První informační úřad podléhající L'Osservatore Romano byl založen 20. února 1939 za účelem předávání informací přímo novinářům. Během II. vatikánského koncilu byl připraven speciální sál pro novináře účastnících se tak těchto sezení, který pokračoval v činností tak, že absorboval předchozí úřad, jenž byl od roku 1966 podřízen Papežské radě pro sdělovací prostředky (lat. Pontificium consilium de communicationibus socialibus).

## Aktivita
V roce 2015 je Tiskový úřad Svatého Stolce součástí první sekce Státního sekretariátu a pracuje v součinnosti s L'Osservatore Romano, vatikánským rádiem a vatikánskou televizí. Úkolem střediska je akreditace novinářů a správa Information Service Management (V.I.S.).

## Aktuality
V sobotu 27. června 2015, papež František, apoštolským listem ve formě mota proprio, zřídil sekretariát pro komunikaci v Římské kurii,do nějž měl být tiskový úřad začleněn. Od 1. ledna 2016 je tiskový úřad podřízen tomuto dikasteriu a zároveň Státnímu sekretariátu.
V pondělí 21. prosince 2015, papež František jmenoval Dr. Grega Burkeho, dřívějšího Poradce pro komunikace z Oddělení pro všeobecné záležitosti vatikánského Státního sekretariátu Svatého stolce (klíčové oddělení v římské kurii), zástupcem ředitele tiskového úřadu.

## Přehled ředitelů
- Angelo Fausto Vallainc (1966 – 1970)
- Federico Alessandrini (1970 – 1976)
- Romeo Panciroli (1976 – 1984)
- Joaquín Navarro-Valls (1984 – 2006)
- Federico Lombardi, od července 2006 do 1. srpna 2016
- Greg Burke, 1. srpna 2016 – 31. prosince 2018
  - Alessandro Gisotti, ad interim, 31. prosince 2018 – 21. července 2019
- Matteo Bruni, od 22. července 2019

## Přehled zástupců ředitele
- Pier Franco Pastore (1976 – 1984)
- Giulio Nicolini (1984 – 1987)
- Giovanni D'Ercole (1987 – 1990)
- Piero Pennacchini (1990 – 1995)
- Ciro Benedettini (1995 – 2016)
- Greg Burke, 1. února 2016 – 31. července 2016
- Paloma García Ovejero, 1. srpna 2016 – 31. prosince 2018
- Cristiane Murray, od 25. července 2019